# Onthophagus phalopsides
Onthophagus phalopsides là một loài bọ cánh cứng trong họ Bọ hung (Scarabaeidae).